# Nazionale femminile di rugby a 15 dello Zimbabwe
La nazionale di rugby a 15 femminile dello Zimbabwe (in inglese Zimbabwe women’s national rugby union team) è la selezione di rugby a 15 femminile che rappresenta lo Zimbabwe in ambito internazionale.
Essa opera sotto la giurisdizione di Zimbabwe Rugby Union.
Nata nel 2007, ha disputato a tutto il 2018 6 incontri internazionali, 4 dei quali contro le confinanti dello Zambia.
Tra il primo e il secondo incontro internazionale dello Zimbabwe, tenutosi nel 2017, sono intercorsi 10 anni.
Al 2 dicembre 2024 la squadra occupa la 51ª posizione del ranking World Rugby.

## Storia
Benché la federazione rugbistica dello Zimbabwe (all'epoca nota come federazione rhodesiana) sia tra le più antiche del mondo, essendo nata a fine XIX secolo, la disciplina al femminile ricevette riconoscimento ufficiale nel Paese solo nel 2000, con la nascita di un campionato disputato da 8 squadre, cinque delle quali nell'area della capitale Harare.
Occorsero tuttavia altri sette anni prima di debuttare internazionalmente: l'occasione fu l'avvio del programma femminile nel confinante Zambia, che nel 2006 aveva visto la nascita delle prime squadre a Lusaka.
Il 22 settembre 2007 ad Harare, quindi, le due formazioni nazionali di Zambia e Zimbabwe videro la luce affrontandosi in un incontro che vide le visitatrici imporsi per 28-0.
Esattamente come nel caso delle vicine, l'esordio si rivelò una falsa partenza perché lo sviluppo internazionale dovette attendere un altro decennio: fu solo a fine aprile del 2017 infatti che, benché non in un test match, una formazione nazionale zimbabwese scese nuovamente in campo.
A Gaborone la squadra perse 10-17 contro un XV delle padrone di casa del Botswana; il 3 giugno successivo, ad Harare, lo Zimbabwe vinse 39-0 sullo Zambia e in luglio, in una partita valida come test match, batté il Botswana 10-5 a Bulawayo.
Nel luglio 2018, un anno dopo le ultime partite internazionali di entrambe le squadre, esse si reincontrarono a Mufulira in Zambia per un doppio incontro a latere degli impegni delle corrispettive squadre maschili.
Lo Zimbabwe perse entrambi gli incontri benché di misura, 18-19 il primo e 3-7 il secondo.

## Colori e simboli
Le formazioni rugbistiche dello Zimbabwe giocano in verde, colore predominante della bandiera della Rhodesia, nome del Paese fino al 1979, e successivamente uno dei colori della bandiera nazionale insieme al giallo e al rosso; con diverse variazioni (miste ai citati colori o al bianco) le uniformi di gioco hanno sempre mantenuto tale colore.
Il distintivo che appare sulle maglie di gioco è lo stemma nazionale del Paese, che figura anche sul campo bianco a sinistra nella bandiera: si tratta di un rapace stilizzato noto come Uccello dello Zimbabwe (in inglese Zimbabwe Bird) che campeggia su una stella rossa, simbolo del socialismo cui il governo del Paese si ispira.
Dal 2018 il fornitore tecnico delle squadre zimbabwesi è l'azienda britannica di equipaggiamento sportivo Canterbury of New Zealand, che per la sua prima stagione ha presentato una prima uniforme completamente bianca con inserti verdi, riservando il verde alla seconda uniforme.

## Statistiche di squadra

### Incontri disputati
| Data              | Sede     | Incontro                 | Note       |
| ----------------- | -------- | ------------------------ | ---------- |
| 22 settembre 2007 | Harare   | Zimbabwe — Zambia 0-28   | Test match |
| 3 giugno 2017     | Harare   | Zimbabwe — Zambia 39-0   | Test match |
| 22 luglio 2017    | Bulawayo | Zimbabwe — Botswana 10-5 | Test match |
| 11 luglio 2018    | Mufulira | Zambia — Zimbabwe 19-18  | Test match |
| 14 luglio 2018    | Mufulira | Zambia — Zimbabwe 7-3    | Test match |

### Riepilogo per avversario
| Avversario | Primo incontro | G | V | N | P | PF | PS | % V/G |
| ---------- | -------------- | - | - | - | - | -- | -- | ----- |
| Botswana   | 2017           | 1 | 1 | 0 | 0 | 10 | 5  | 100   |
| Zambia     | 2007           | 4 | 1 | 0 | 3 | 60 | 54 | 25    |
| Totale     | Totale         | 5 | 2 | 0 | 3 | 70 | 59 | 40    |